# فريدريك تي ويبر

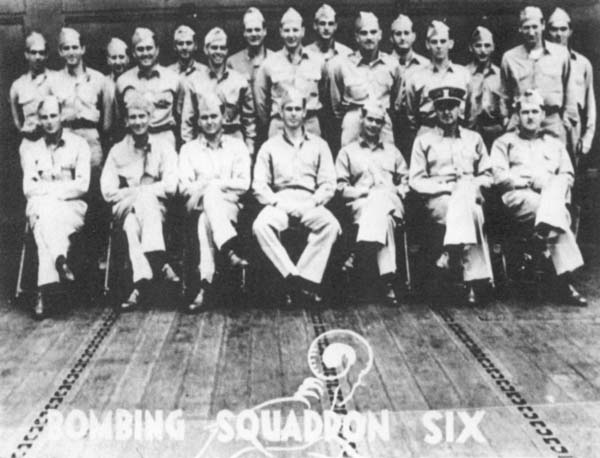
طياري السرب السادس للقاذفات (VB-6) التابع للبحرية الأمريكية، التقطت في يناير 1942.

فريدريك تي ويبر (بالإنجليزية: Frederick T. Weber) هو ضابط أمريكي، ولد في 4 فبراير 1916 في دي موين في الولايات المتحدة، وتوفي في 4 يونيو 1942 في جزر الميدواي في الولايات المتحدة.